# Minsk Litwins 2019
Questa voce raccoglie le informazioni riguardanti i Minsk Litwins nelle competizioni ufficiali della stagione 2019.

## Campionato bielorusso di football americano 2019

### Stagione regolare
| Brėst 12 maggio 2019 | Brest Sentinels | 0 – 21 (a tavolino) referto | Minsk Litwins |  |

| Minsk 17 agosto 2019 | Minsk Litwins | - – - (annullata, vittoria assegnata senza punteggio ai Litwins.) referto | Grodno Barbarians |  |

| Minsk 31 agosto 2019, ore 14:00 | Minsk Litwins | 48 – 7 (7-0 13-0 7-7 14-0) referto | Minsk Hurricanes | Stadion BGPU |

### Playoff
| Minsk 14 settembre 2019, ore 13:00 | Minsk Litwins | 39 – 15 (7-6 0-9 12-0 20-0) referto | Kaliningrad Amber Hawks | Baza Otdycha Ratomka |

| Minsk 29 settembre 2019, ore 15:00 | Minsk Litwins | 27 – 20 (6-7 6-0 0-13 15-0) referto | Minsk Moose | Stadion BGPU |

## Eastern European Superleague 2019

### Stagione regolare
| Minsk 13 aprile 2019, ore 15:00 | Minsk Litwins | 21 – 27 (0-14 0-0 0-13 21-0) referto | Sankt Petersburg North Legion | Stadion SOK Olimpijskij |

| San Pietroburgo 5 maggio 2019, ore 16:00 | Sankt Petersburg Griffins | 0 – 40 referto | Minsk Litwins | Dinamo |

| Minsk 12 maggio 2019 | Minsk Litwins | 0 – 44 referto | Moscow Spartans | SOK Olimpiiskii |

| San Pietroburgo 1º giugno 2019, ore 16:30 | Moscow Spartans | 54 – 0 (14-0 20-0 7-0 13-0) referto | Minsk Litwins |  |

| Minsk 15 giugno 2019, ore 13:00 | Minsk Litwins | 18 – 26 (6-12 6-8 6-6 0-0) referto | Sankt Petersburg Griffins |  |

| San Pietroburgo 29 giugno 2019, ore 19:00 | Sankt Petersburg North Legion | 33 – 14 | Minsk Litwins | Stadio Dinamo |

### Playoff
| Puškin 13 luglio 2019, ore 12:00 | Sankt Petersburg Griffins | 36 – 20 (14-0 12-6 10-6 0-8) referto | Minsk Litwins | Tsarskoe Selo Stadium |

## Statistiche di squadra
| Competizione             | %Vittorie | In casa | In casa | In casa | In casa | In casa | In casa | In trasferta | In trasferta | In trasferta | In trasferta | In trasferta | In trasferta | Totale | Totale | Totale | Totale | Totale | Totale |
| Competizione             | %Vittorie | G       | V       | N       | P       | Pf      | Ps      | G            | V            | N            | P            | Pf           | Ps           | G      | V      | N      | P      | Pf     | Ps     |
| ------------------------ | --------- | ------- | ------- | ------- | ------- | ------- | ------- | ------------ | ------------ | ------------ | ------------ | ------------ | ------------ | ------ | ------ | ------ | ------ | ------ | ------ |
| Campionato               | 1.000     | 2       | 2       | 0       | 0       | 48      | 7       | 1            | 1            | 0            | 0            | 21           | 0            | 3      | 3      | 0      | 0      | 69     | 7      |
| Playoff                  | 1.000     | 2       | 2       | 0       | 0       | 66      | 35      | 0            | 0            | 0            | 0            | 0            | 0            | 2      | 2      | 0      | 0      | 66     | 35     |
| EESL - stagione regolare | .167      | 3       | 0       | 0       | 3       | 39      | 97      | 3            | 1            | 0            | 2            | 54           | 87           | 6      | 1      | 0      | 5      | 93     | 184    |
| EESL - playoff           | .000      | 0       | 0       | 0       | 0       | 0       | 0       | 1            | 0            | 0            | 1            | 20           | 36           | 1      | 0      | 0      | 1      | 20     | 36     |
| Totale                   | .500      | 7       | 4       | 0       | 3       | 153     | 139     | 5            | 2            | 0            | 3            | 95           | 123          | 12     | 6      | 0      | 6      | 248    | 262    |